# Péroy-les-Gombries
Péroy-les-Gombries é uma comuna francesa na região administrativa de Altos da França, no departamento de Oise. Estende-se por uma área de 11.21 km². Em 2010 a comuna tinha 1 164 habitantes (densidade: 103,8 hab./km²).